# Adebisi Shank
Adebisi Shank là một ban nhạc math rock từ Wexford, Ireland gồm Larry Kaye (guitar), Vincent McCreith (guitar bass) và Michael Roe (trống). Ban nhạc ký hợp đồng với Richter Collective tại Ireland, trước khi hãng đĩa đóng cửa vào tháng 12 năm 2012, Big Scary Monsters tại Anh, Sargent House tại Mỹ và Parabolica tại Nhật Bản. Tên ban nhạc xuất phát từ tên nhận vật Simon Adebisi trong loạt phim Oz. Phong cách âm nhạc của họ được mô tả là "seriously upbeat math-rocky craziness". Tháng 9 năm 2014, ban nhạc thông báo rằng đã tang rã, do mỗi thành viên theo đuổi một con đường khác nhau. Họ đã phát hành 3 album phòng thu và một EP.

## Thành viên
- Larry Kaye – guitar (2006–2014)
- Vincent McCreith – guitar bass (2006–2014)
- Michael Roe– trống, percussion (2006–2014)

## Đĩa nhạc

### Album phòng thu
| Năm                                            | Chi tiết | Vị trí bảng xếp hạng |
| Năm                                            | Chi tiết | IRL                  |
| ---------------------------------------------- | --- | -------------------- |
| 2008                                           | This Is the Album of a Band Called Adebisi Shank - Phát hành: 11 tháng 11 năm 2008 - Hãng đĩa: Richter Collective - Định dạng: 10" Vinyl, CD, Download       | —                    |
| 2010                                           | This Is the Second Album of a Band Called Adebisi Shank - Phát hành: 20 tháng 8 năm 2010 - Hãng đĩa: Richter Collective - Định dạng: 12" Vinyl, CD, Download | 53                   |
| 2014                                           | This Is the Third Album of a Band Called Adebisi Shank - Phát hành: 12 tháng 8 năm 2014 - Hãng đĩa: Sargent House - Định dạng:                               | —                    |
| "—" biểu thị cho việc không vào bảng xếp hạng. | |                      |

### EP
| 2007                                           | This is the EP of a band called Adebisi Shank - Phát hành: 7 tháng 7 năm 2007 - Hãng đĩa: Richter Collective - Định dạng: CD, Download | — |
| "—" biểu thị cho việc không vào bảng xếp hạng. | |   |

## Giải thưởng
Choice Music Prize
| Năm  | Đề cử / Tác phẩm                                        | Giải thưởng                  | Kết quả |
| ---- | ------------------------------------------------------- | ---------------------------- | ------- |
| 2010 | This is the Second Album of a band called Adebisi Shank | Irish Album of the Year 2011 | Đề cử   |

The Digital Socket Awards
| Năm  | Đề cử / Tác phẩm                                        | Giải thưởng   | Kết quả   |
| ---- | ------------------------------------------------------- | ------------- | --------- |
| 2011 | This is the Second Album of a band called Adebisi Shank | Best Album    | Đoạt giải |
| 2011 | Adebisi Shank                                           | Best Rock Act | Đoạt giải |
| 2011 | Featured artworks, posters and website                  | Best Design   | Đoạt giải |